# Evangelický kostel (Chodov)
Kostel Českobratrské církve evangelické nebo jen Evangelický kostel je farní kostel v Chodově v okrese Sokolov v Karlovarském kraji.
Kostel je sídlem farního sboru Českobratrské církve evangelické v Chodově.
Od roku 2018 je kostel chráněn jako kulturní památka.

## Historie
V souvislosti s hnutím Pryč od Říma docházelo na počátku dvacátého století k posílení vlivu protestantských církví. Časté byly přestupy věřících z katolické církve do evangelické. Nárůst věřících evangelíků vyústil ve zřízení kazatelská stanice v Chodově. Od jejího zřízení 31. října 1900 spadala tato modlitebna pod správu augsburského sboru v Karlových Varech. Zároveň se řešila otázka kostela. Vznikl spolek v čele s MUDr. Richardem Ritter von Steinem, synem rektora Karlovy Univerzity, významnou osobností veřejného života Chodova. Došlo k založení německého evangelického spolku a jeho schválení dne 7. května 1901. Pro stavbu kostela byl zakoupen rozsáhlý pozemek v centru města. V architektonické soutěži byl vybrán návrh lipského architekta Julia Zeissiga, který se se autorsky podílel na kostelech v Sasku, ale jeho realizace se nacházejí i na Karlovarsku. Dne 4. června 1906 byl slavnostně položen základní kámen. Na stavbě kostela se kromě chodovských evangelíků finančně podílely i zahraniční evangelické spolky a jednotlivci. Ke slavnostnímu vysvěcení došlo 21. dubna 1907. Kostel byl vysvěcen jako Kostel svatého Kříže. Tento název se však příliš neujal. Počet evangelíků v Chodově a okolí stoupal a v roce 1925 spadalo pod kostel 956 věřících. Po druhé světové válce převzala kostel Českobratrská církev evangelická, která jej využívá.
Počátkem roku 2022 převzalo od církve kostel do své správy město Chodov a vyčlenilo finanční prostředky na jeho údržbu.

## Stavební podoba
Lipský architekt kostela Juliu Zeissig vycházel v počátcích své tvorbě z historizující tradice, s oblibou používal neorománský styl. Na počátku 20. století postupně přecházel na secesní ornamentiku, ze které vycházel při návrhu chodovského evangelického kostela.
Kostel je jednolodní secesní stavba se zúženým presbytářem. Na straně hlavního průčelí se zvedá mohutná hranolová věž. Průčelí kostela kdysi dominovaly velký, malou stříškou chráněný krucifix, a sluneční hodiny. K východní stěně presbytáře přiléhá menší sakristie, na jihozápadní straně přiléhá z boku k hlavní lodi transept, který má funkci vstupního prostoru. Prostor lodi prosvětlují tři vysoká půlkruhová okna se secesními šambránami. Presbytář prosvětlují malá oválná okna. Severozápadní stranu transeptu osvětluje v nižší části obdélné okno, ve výšce štítového průčelí trojdílné okno. Věž prosvětlují trojitá sdružená okna, doplněná na bočních stranách střílnovými okny. Věž završuje kombinace mansardové a jehlancové čtyřboké střechy, kryté břidlicí. Loď, presbytář i sakristii kryje sedlová střecha.
Již v září 1906 byly do věže usazeny tři zvony ulité v dílně zvonaře Schilinga v durynské Apoldě. Byly pojmenovány Víra, Naděje a Láska, názvy tří božských cností. Zvony vyplňovaly zcela prostor malé zvonice kostela. Zvon Láska vážil 550 kg, Víra 270 kg a Naděje 161 kg. Společně vydržely ve zvonici jen 10 let. V roce 1917 byly zvony Láska a Naděje sejmuty a zrekvírovány pro válečné účely v plzeňských Škodových závodech.
Dobové fotografie naznačují, že interiér měl bohatší výzdobu, než má v současnosti. Na čelní stěně byla velká malba Krista na kříži a menší obraz Poslední večeře Páně. Součástí kostela byl i pomník evangelickým obětem první světové války.